# Aptesis nigritula
Aptesis nigritula är en stekelart som först beskrevs av Thomson 1885.  Aptesis nigritula ingår i släktet Aptesis och familjen brokparasitsteklar. Inga underarter finns listade.